# Josiah Gardner Abbott
Josiah Gardner Abbott, född 1 november 1814 i Chelmsford i Massachusetts, död 2 juni 1891 i Wellesley i Massachusetts, var en amerikansk politiker (demokrat). Han var ledamot av USA:s representanthus 1876–1877 och 1877 ingick han i valkommissionen som avgjorde resultatet av presidentvalet i USA 1876.
Abbott är begravd på St. Mary's Cemetery i Newton i Massachusetts.